# Orem
Orem – miasto (city) w hrabstwie Utah, w północnej części stanu Utah, w Stanach Zjednoczonych, położone pomiędzy jeziorem Utah na zachodzie a rzeką Provo na wschodzie, w sąsiedztwie miasta Provo, z którym tworzy zespół miejski. W 2013 roku miasto liczyło 91 648 mieszkańców.
Miasto założone zostało w 1919 roku. Jego nazwa pochodzi od Waltera Orema, magnata kolejowego.

## Urodzeni w Orem
- Kristin Hildebrand – amerykańska siatkarka.
- Julianne Hough – amerykańska tancerka, choreografka, aktorka